# Тамань
Тамань – станиця на Кубані, Темрюцького району Краснодарського краю Російської Федерації. Місце першого поселення українських козаків на Кубані, що заснували Чорноморське, згодом Кубанське, військо.
Неподалік від Тамані знаходиться етнографічний комплекс «Отамань» (Атамань), в якому зібрані зразки козацьких будівель з усієї «чорноморської Кубані».

## Географія
Височіє на заході Таманського півострова (півострів часто називають просто Тамань), на узбережжі Таманської затоки, розташована в акваторії Керченської протоки.
Можливий переклад Тамані — «Таман» або «Туман» з тюркск. «Подошва», «Ступня». У топонімії — «Дно річки, озера».

## Історія
- У VI ст. до Р. Х. греки заснували тут колонію Гермонассу, яка в V ст. до Р. Х. увійшла до складу Боспорського царства.
- У VIII — IX ст. Т. володіли хозари;
- в кін. X — на поч. XII століття на місці Т. було м. Тмуторокань;
- у XIII столітті в Т. укріпилися ґенуезці,
- з кін. XV століття — турецька фортеця.
- За Кючук-Кайнарджійським миром 1774 року Т. відійшла до Росії;
- у 1792 році тут оселилися чорноморські козаки, що заснували станицю Т.

## Відомі люди
- Білий Сава — полковник Чорноморського козацького війська.

## Галерея

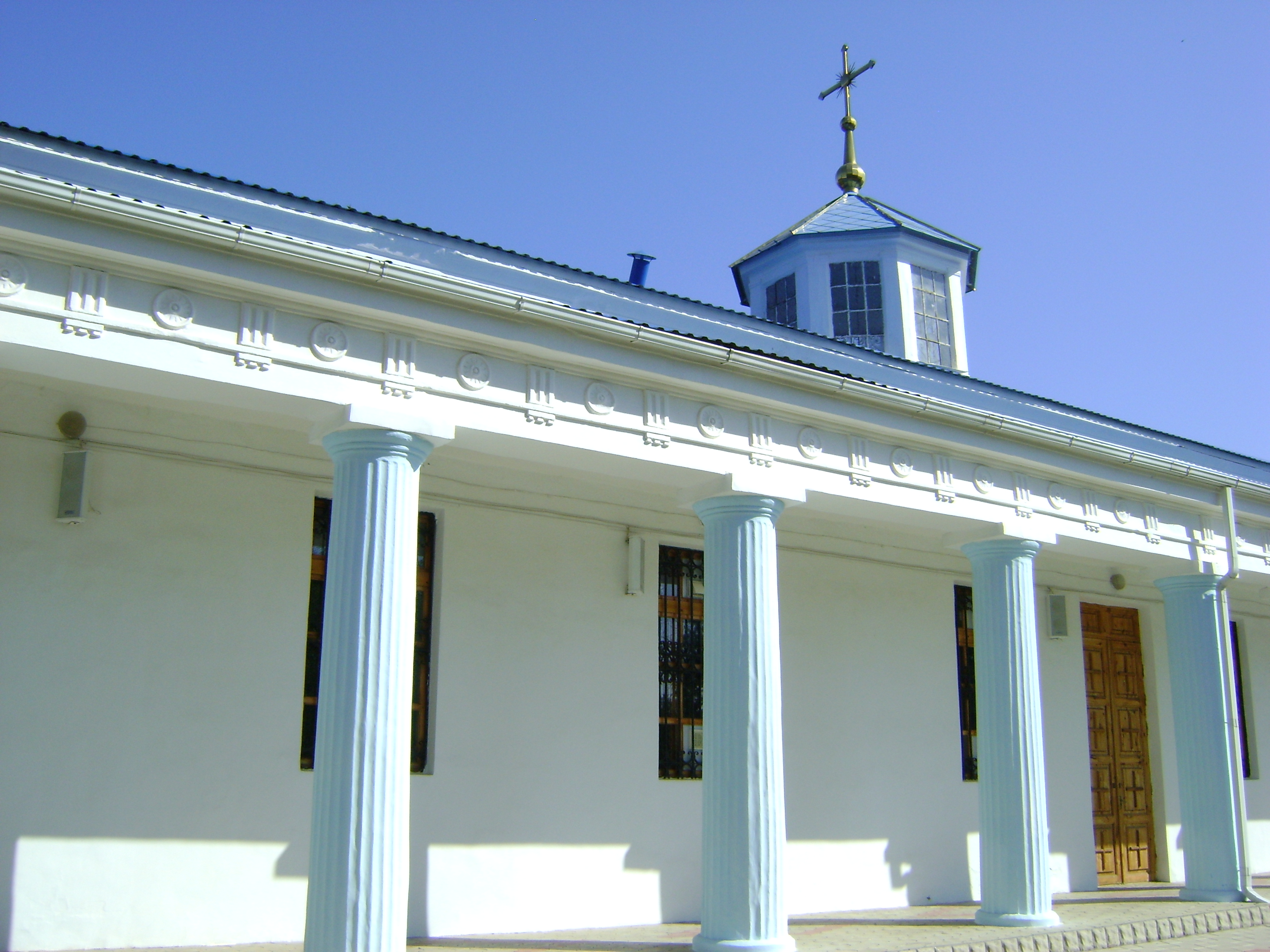
Покровська церква в Тамані[1].
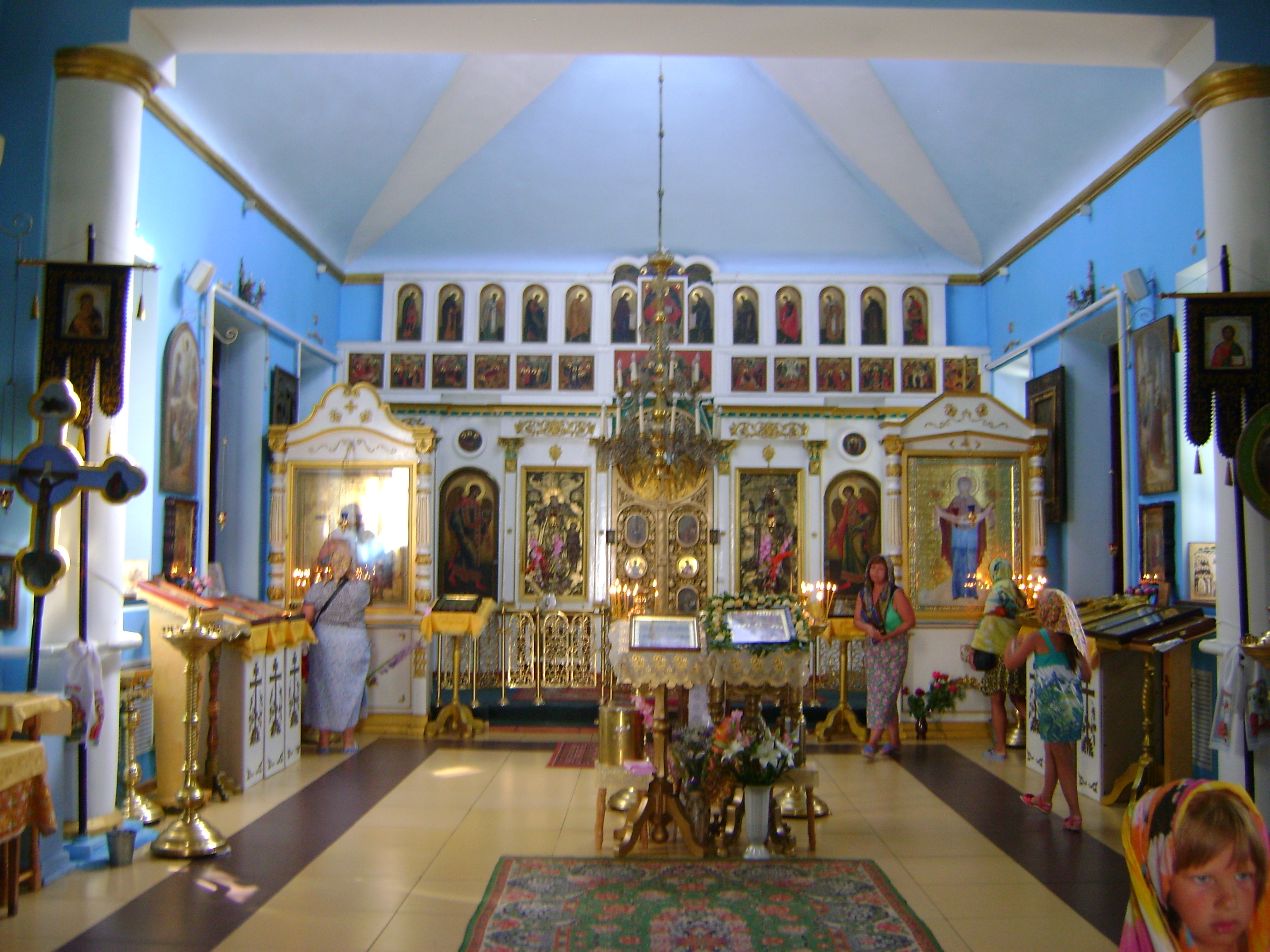
Всередині церкви.
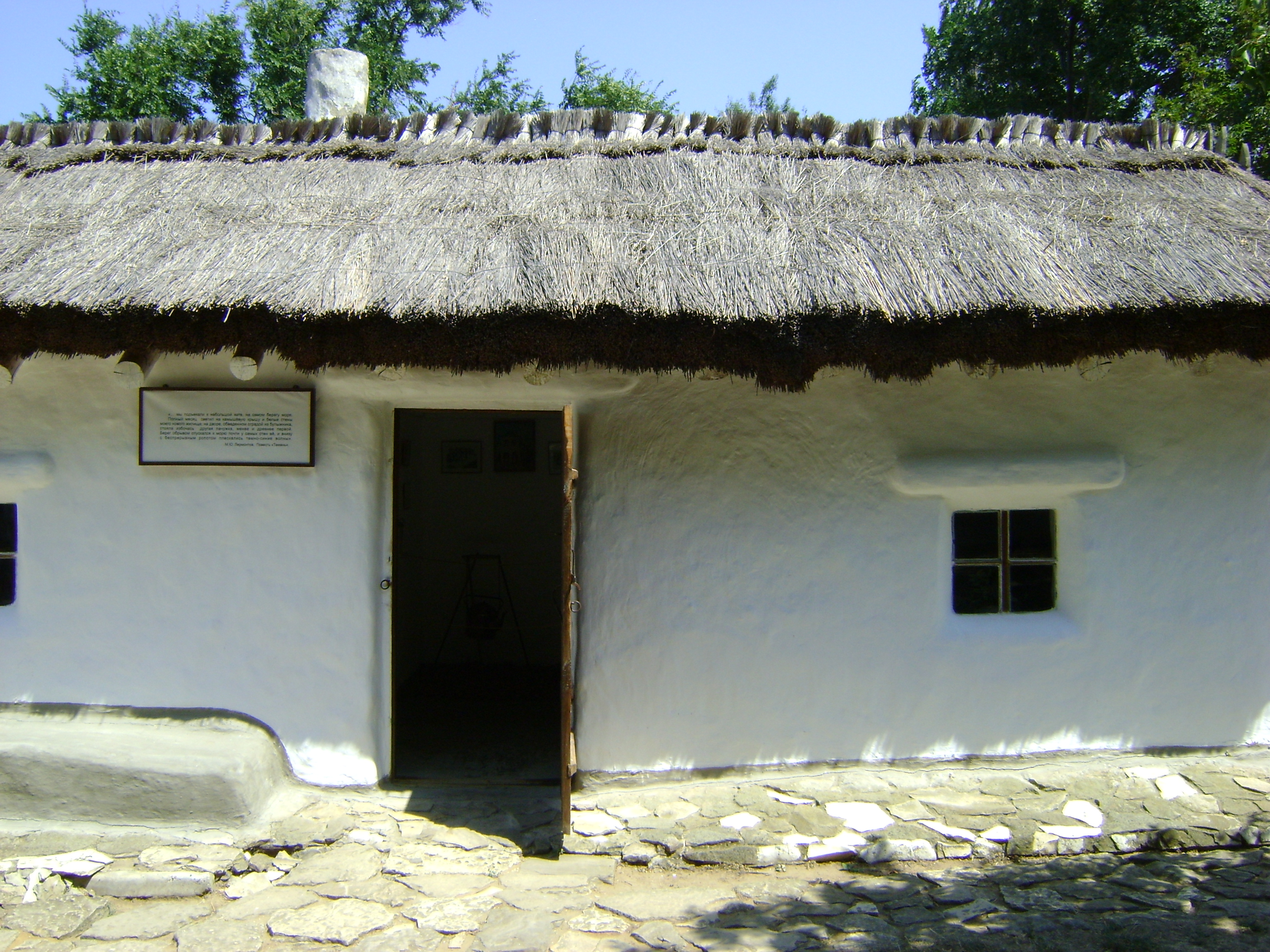
«Лермонтовська хата» в Тамані[2].

### Етнографічний комплекс «Отамань» (Атамань)

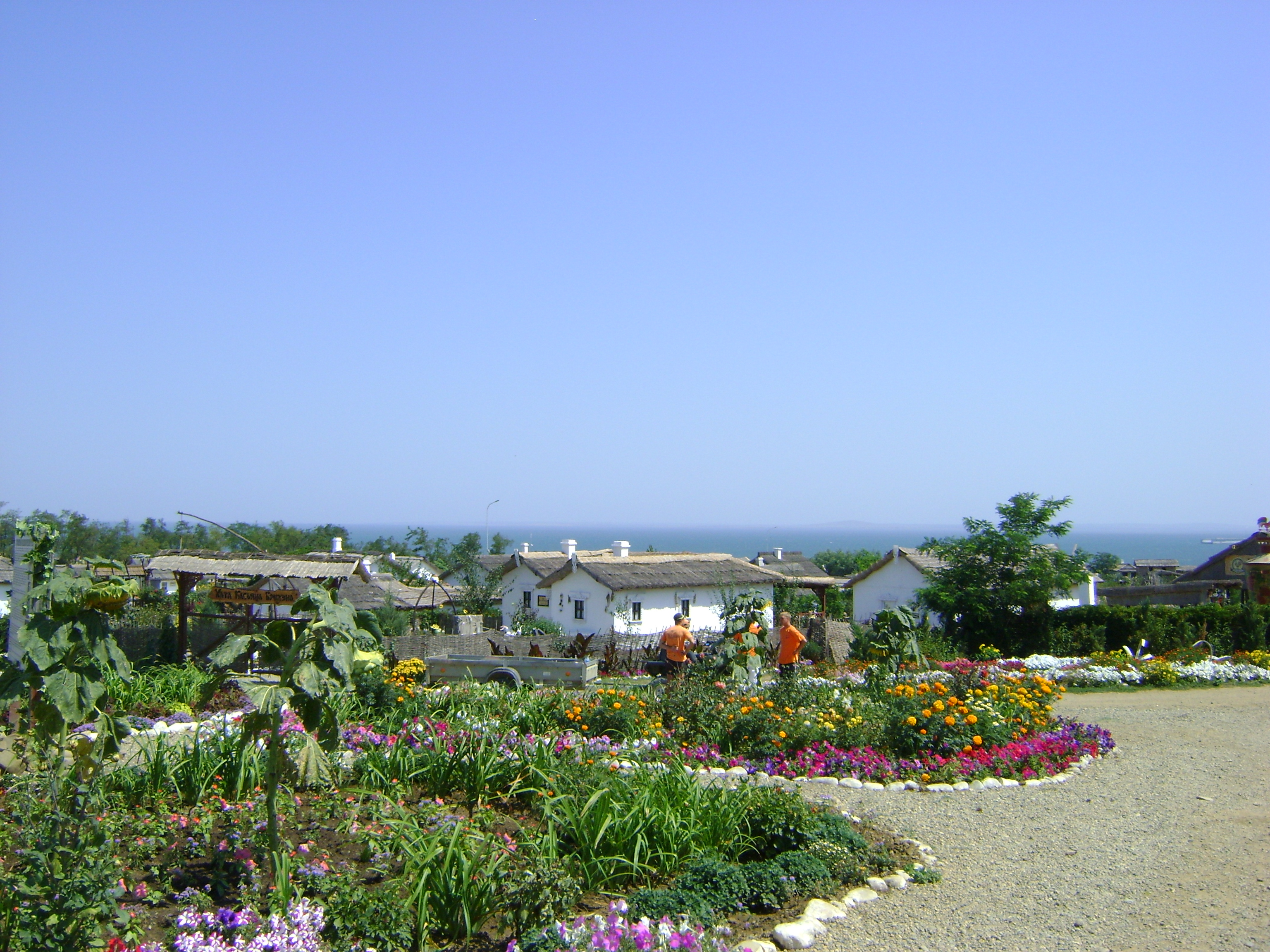
Вид на Отамань та Азовське море.
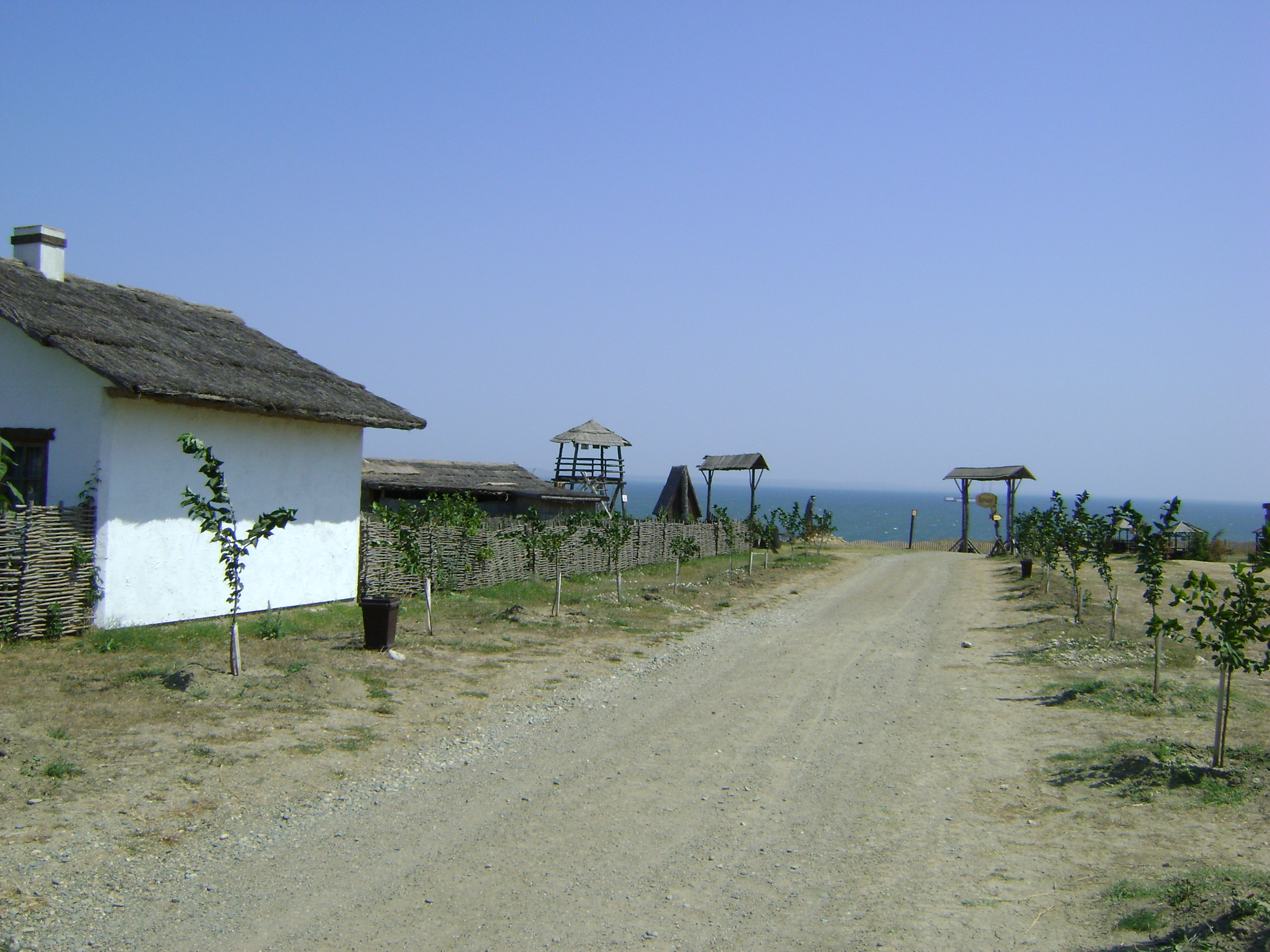
Приморська вуличка.
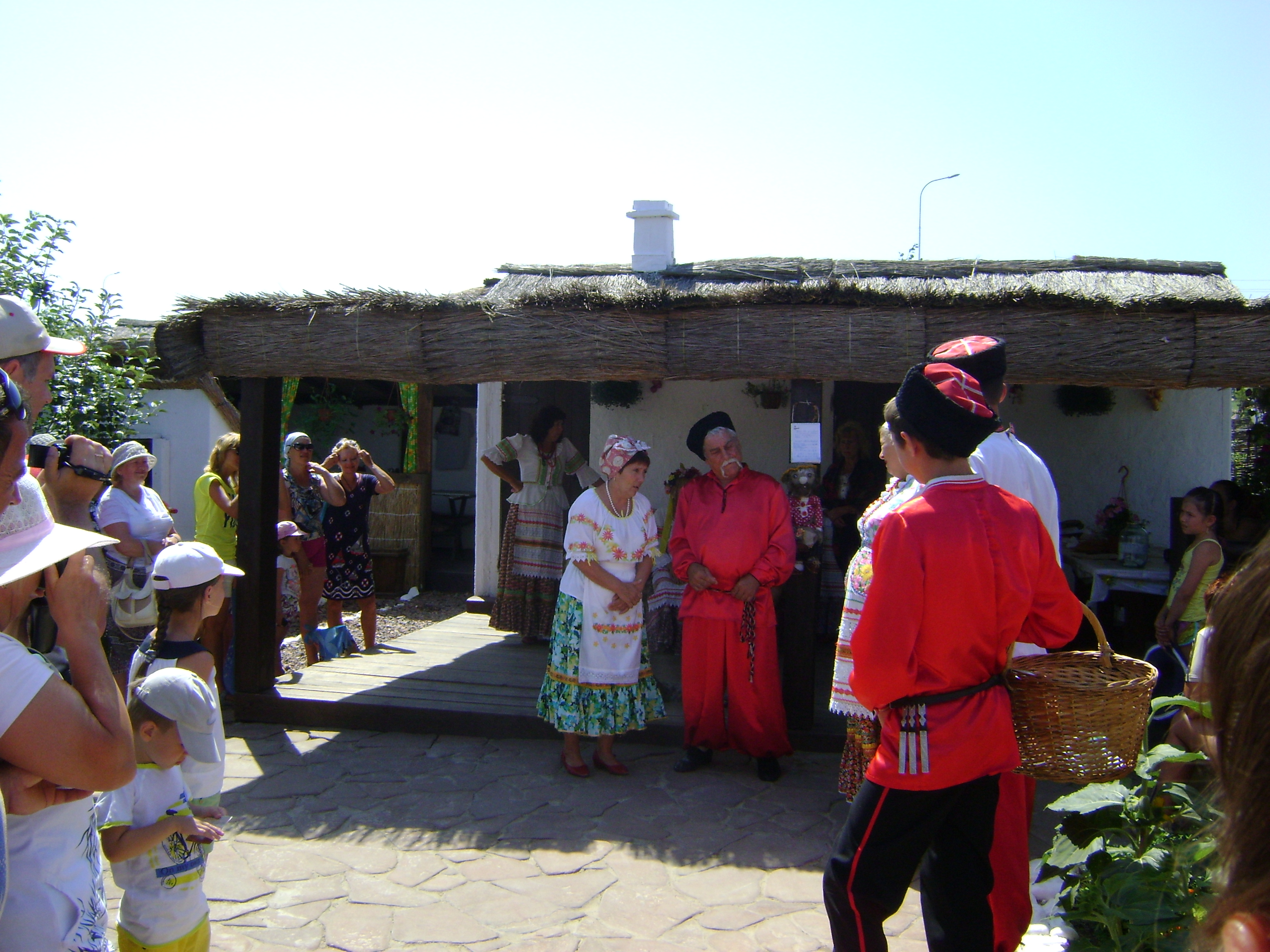
Сватання на Кубані. Етнографічна вистава.
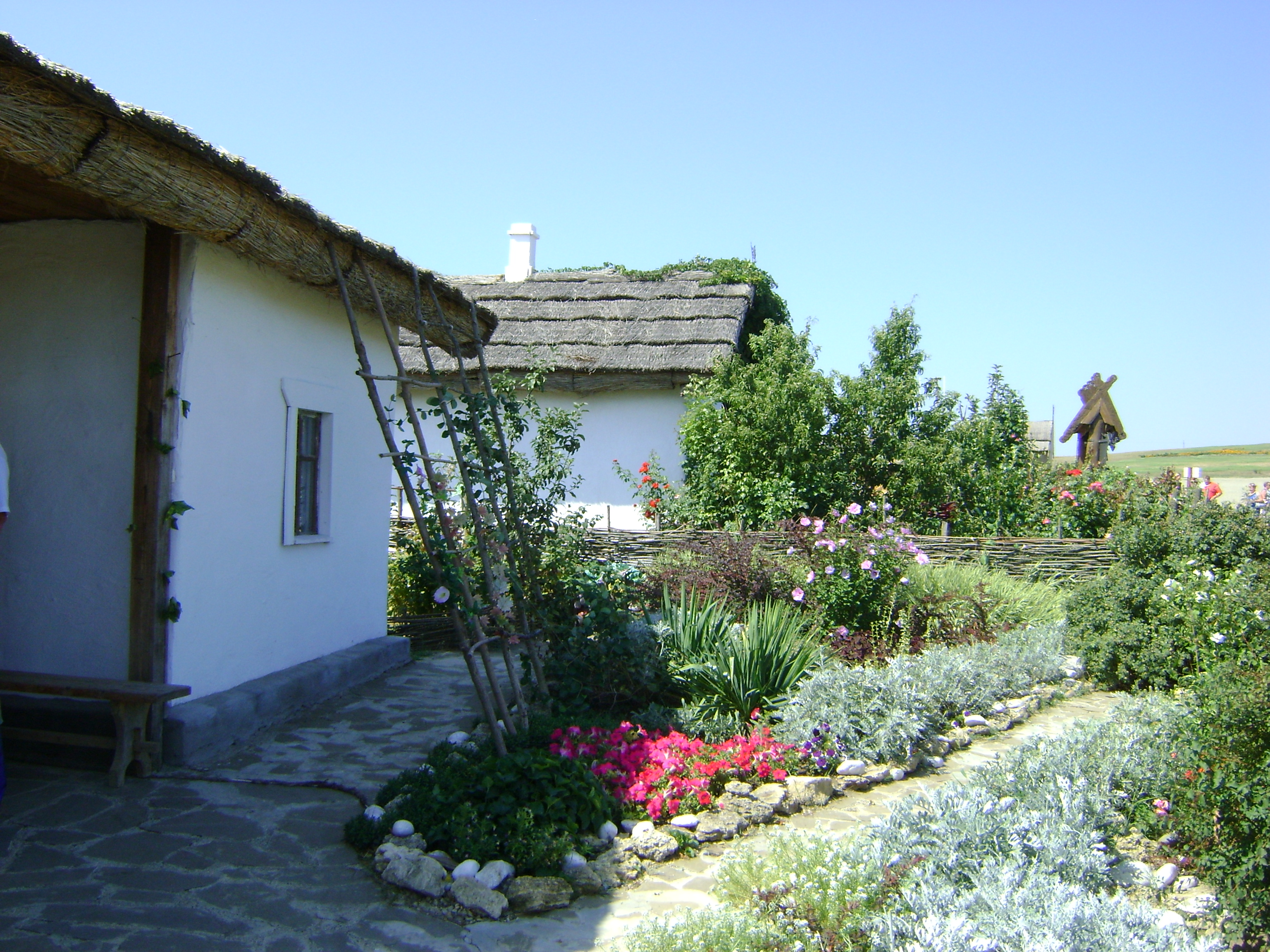
Кубанське подвір'я.
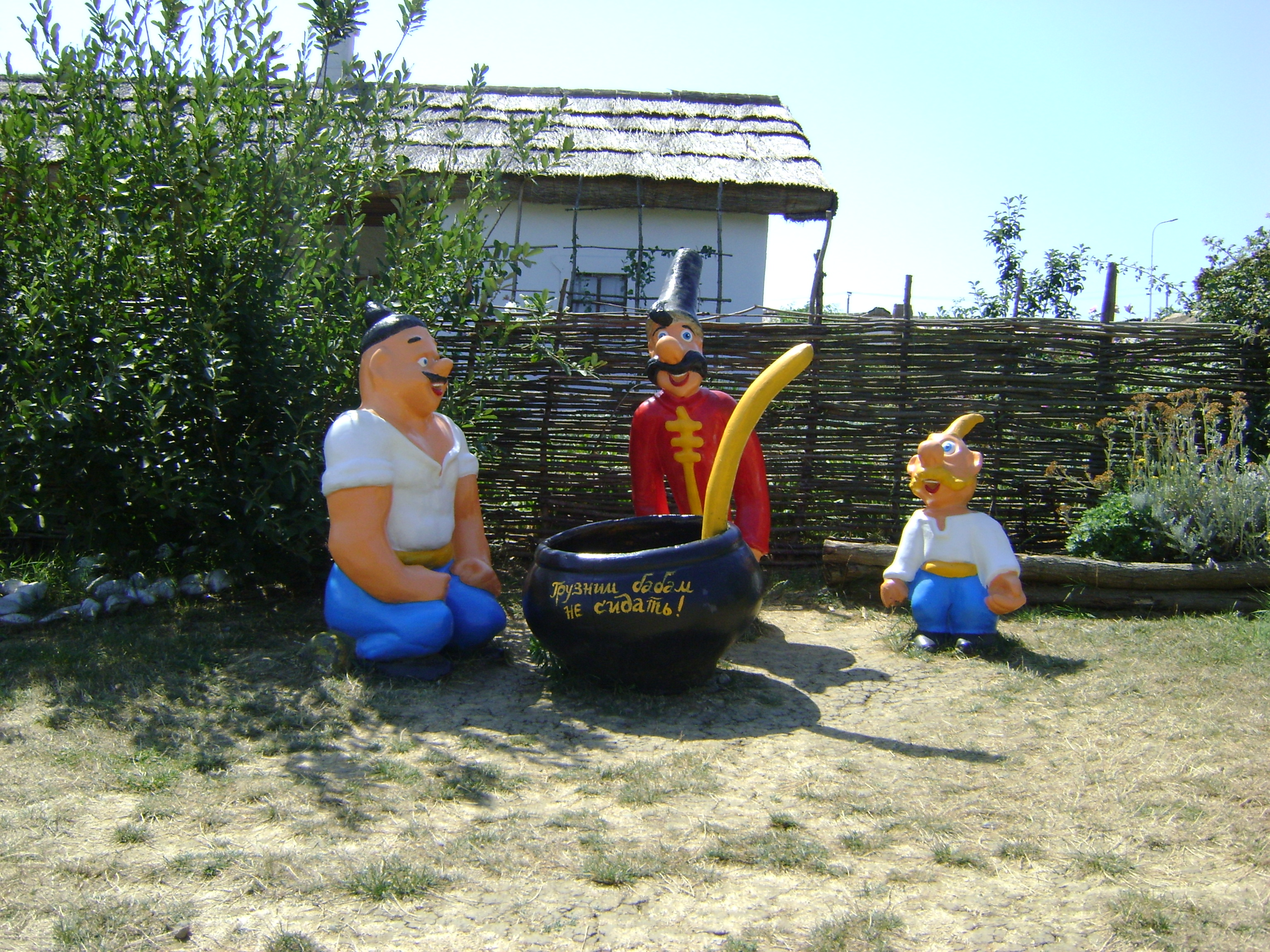
Три козаки[3].